# Brownsweg

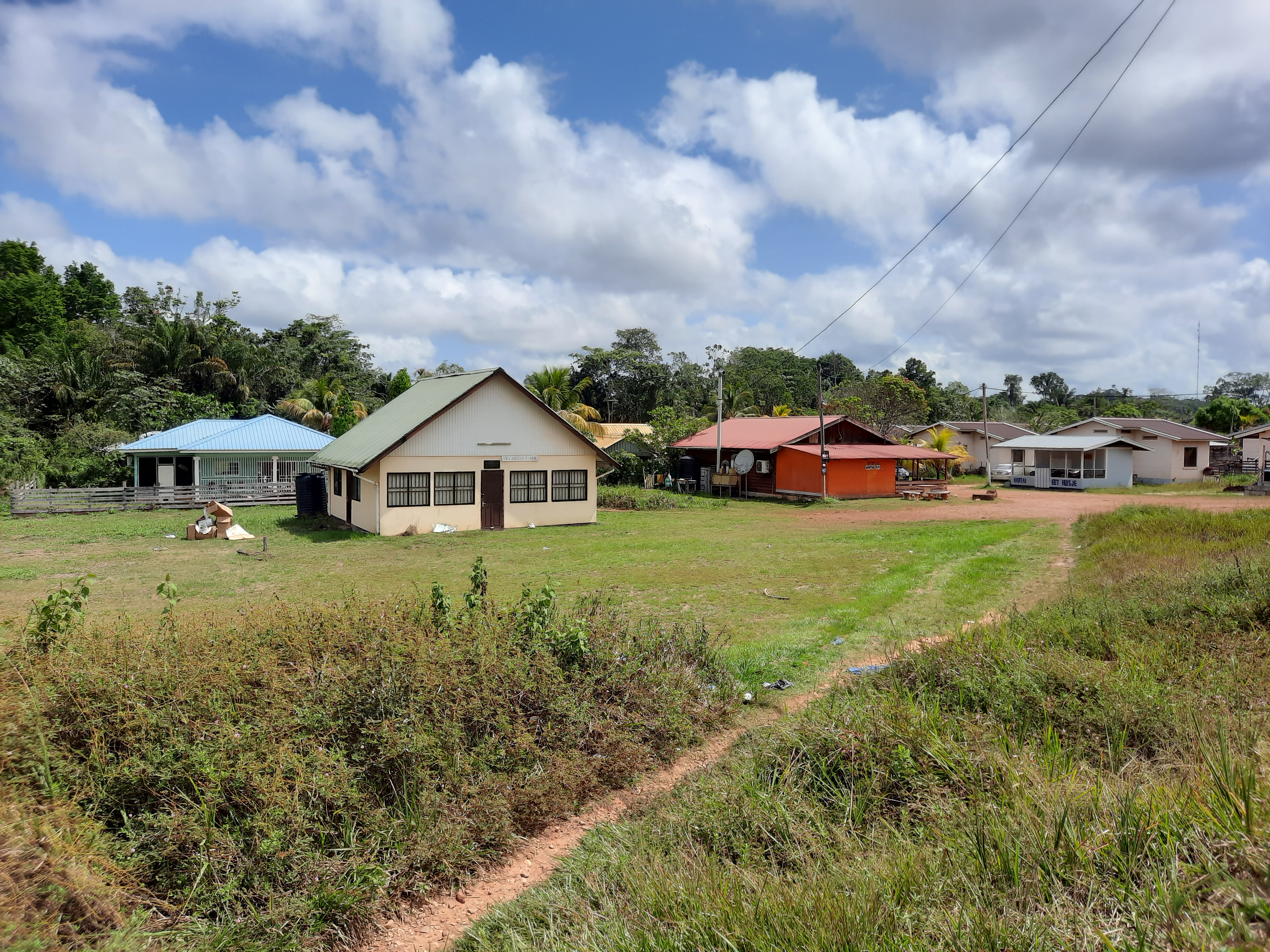
case în Brownsweg

Brownsweg este un oraș turistic din Surinam. În 2012 avea 4793 de locuitori.